# Mallophora fairchildi
Mallophora fairchildi är en tvåvingeart som beskrevs av Charles Howard Curran 1942. Mallophora fairchildi ingår i släktet Mallophora och familjen rovflugor.
Artens utbredningsområde är Panama. Inga underarter finns listade i Catalogue of Life.